# Kijowski Festiwal Muzyki
Kijowski Festiwal Muzyki (ukr. Київ Музик Фест) – doroczny festiwal muzyki klasycznej organizowany na przełomie września i października w Kijowie od 1990 roku. Festiwal ma na celu promowanie współczesnej ukraińskiej muzyki klasycznej oraz wspieranie młodych ukraińskich artystów. Współorganizatorami festiwalu są Ministerstwo Kultury Ukrainy oraz Związek kompozytorów Ukrainy.